# أخبار عالمية

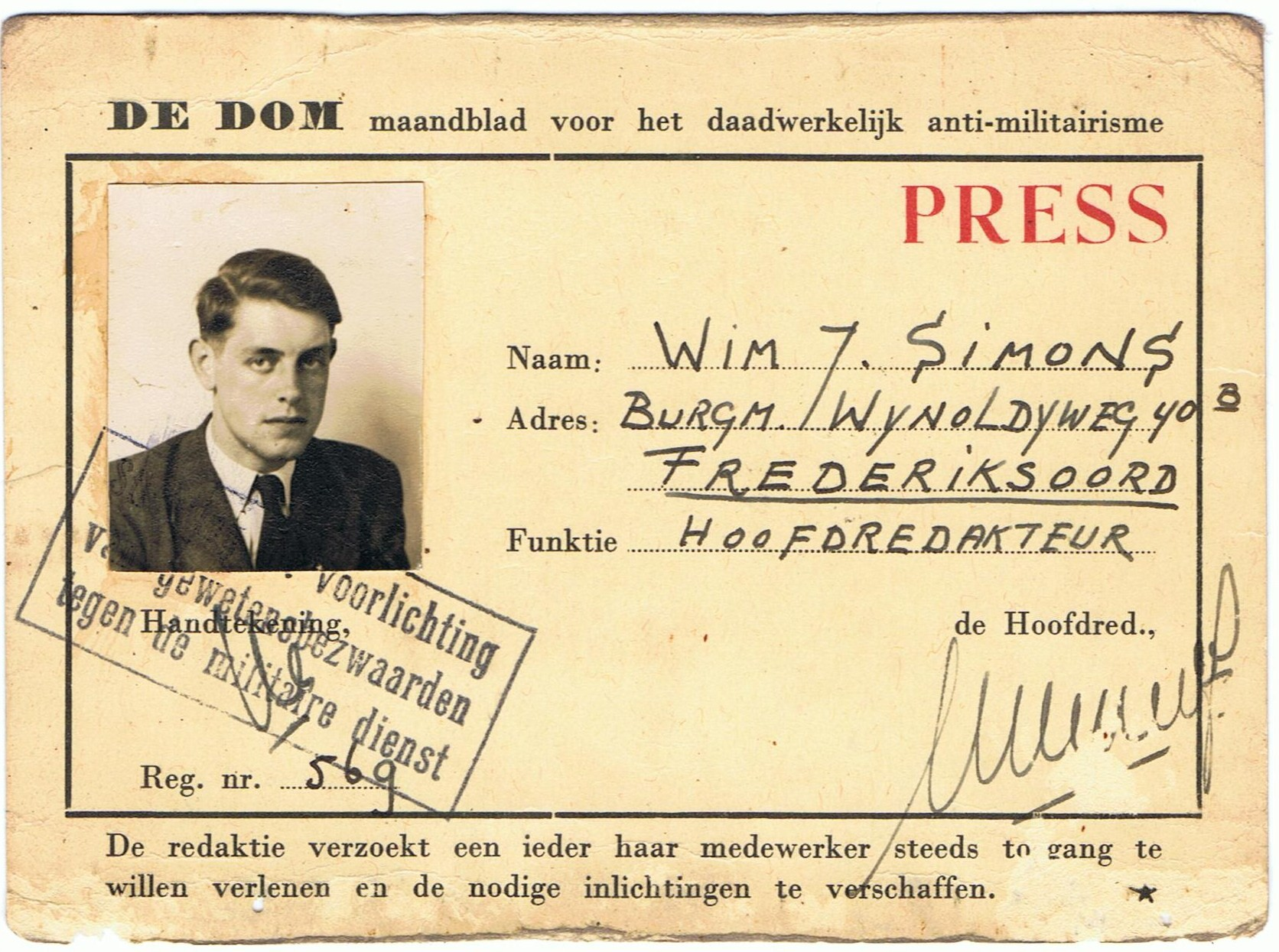

الأخبار العالمية أو الأخبار الدولية أو حتى التغطية الأجنبية هي التعبير الاصطلاحي لوسائل الإعلام الإخبارية لوصف الأخبار الأجنبية، أو الأخبار المتعلقة بدولة أجنبية أو موضوع عالمي. وبالنسبة إلى الصحافة، فهو الفرع الذي يتعامل مع الأخبار التي يرسلها المراسلون الأجانب أو وكالات الأنباء، أو — في الآونة الأخيرة — المعلومات التي يتم جمعها أو البحث عنها من خلال تكنولوجيا الاتصال عن بعد، مثل الهاتف، أو التلفزيون الفضائي أو الإنترنت.
على الرغم من أنه في معظم دول العالم الناطقة بالإنجليزية لا يعد هذا المجال عادة أحد تخصصات الصحافة، فإنه يعد كذلك في باقي دول العالم كله تقريبًا. وخاصة في الولايات المتحدة، حيث هناك تمييز غير واضح بين الأخبار العالمية والأخبار «المحلية» عندما تشمل الحكومة الوطنية أو المؤسسات الوطنية مباشرة، مثل الحروب التي شاركت فيها الولايات المتحدة أو مؤتمرات القمة التي تعقدها منظمات متعددة الأطراف التي تعد الولايات المتحدة عضوًا من أعضائها.
وفي الواقع، عند ولادة الصحافة الحديثة، كانت معظم الأخبار أجنبية، كما سجلتها الصحف في القرن السابع عشر في غرب ووسط أوروبا، مثل ديلي كورانت (إنجلترا)، ونيوي تيجودنجر (أنتويرب)، وريليشن (ستراسبورغ)، وthe أفيزا ريلشن أودر زيتونج (فولفنبوتل) وCourante Uyt Italien, Duytsland & C. (أمستردام). ونظرًا لأن هذه الصحف كانت موجهة إلى المصرفيين والتجار، فكانت معظم الأخبار تأتي من الأسواق، وهو ما عنى بدوره الدول الأخرى. وعلى أي حال، فمن الجدير بالذكر أن الدول القومية كانت لا تزال وليدة في أوروبا في القرن السابع عشر.
ومع بداية القرن التاسع عشر، وإنشاء الصحف في أوروبا والولايات المتحدة، وعدد من الدول الأخرى، سهلت الابتكارات في مجال الاتصالات مثل البرقيات من نشر الأخبار الواردة من الخارج. ثم تأسست أول وكالات الأنباء، مثل وكالة فرانس برس (فرنسا)، ورويترز (المملكة المتحدة)، وولف (المعروفة حاليًا باسم وكالة الأنباء الألمانية، (ألمانيا) وأسوشيتد برس (الولايات المتحدة).
وتعد صحافة الحروب واحدة من أكثر المجالات الفرعية المعروفة لأخبار العالم (على الرغم من أن تغطية الحرب قد تكون محلية بالنسبة لإعلام الدول التي تخوض الحرب نفسها).

## المراسلون الأجانب
هناك نوعان رئيسيان من المراسلين الذين يعملون بالمراسلة الصحفية الأجنبية: المراسل الأجنبي (مراسل بدوام كامل يوظفه مصدر الخبر) والمبعوث الخاص (أرسل إلى الخارج لتغطية موضوع معين، ويتمركز مؤقتًا في موقع ما).
والمراسل هو صحفي يقيم في مدينة أجنبية (غالبًا ما تكون عاصمة البلد) ليغطي منطقة، أو بلدًا ما أو حتى قارة بأكملها في بعض الأحيان. حيث يقدم قصصه بانتظام إلى محرر الأخبار. فيجمع المواد لهذه القصص من المسؤولين المحليين، وأعضاء المجتمع، ووسائل الإعلام المحلية، فضلاً عن الأحداث التي يشهدها بنفسه. يبقى المراسل عادة على اتصال بالمجتمع المحلي ويحافظ على اتصالاته بالصحفيين والمراسلين الآخرين من أجل التعرف على المصادر الإستراتيجية في الحكومة، وبين الدبلوماسيين، وأعضاء الجيش وغير ذلك من المؤسسات على الأرض التي من الممكن أن تقدم معلومات مهمة.
انخفض عدد المراسلين الأجانب بشكل كبير خلال السنوات العشرين الماضية أو أكثر. وفي كثير من الأحيان، تكون شركات الإعلام إما غير مهتمة أو غير قادرة على تحمل نفقات توظيف مراسل واحد، كما هو الحال في كثير من الدول النامية. وفي بعض الأماكن، لا تستطيع الحصول على تأشيرات بسبب القيود السياسية، أو غيرها من الظروف الخطرة التي تمنع شركات الإعلام من إرسال مراسل إلى هناك. أما في السنوات الأخيرة، فقد كان الانخفاض في عدد المراسلين الأجانب يرجع إلى التخفيضات في شركات الإعلام (نتيجة للحالة الاقتصادية وحدها في كثير من الأحيان، ولكن ليس دائما). ومن بين الصحف الناطقة بالإنجليزية لا يوجد سوى ثماني صحف يومية لديها مراسلون في أكثر من عشر محطات أجنبية، أربع منها في الولايات المتحدة، وثلاث من المملكة المتحدة وواحدة من الهند:
35 - وول ستريت جورنال (الولايات المتحدة): بغداد، وبانكوك، وبكين، وبيروت، وبرلين، وبروكسل، وبوينس آيرس، ودبي، وفرانكفورت، وهونغ كونغ، وإسطنبول، وجاكرتا، والقدس، وجوهانسبرغ، وكابول، وكوالالمبور، ولاغوس، ولندن، ومانيلا، ومكسيكو سيتي وموسكو ومومباي ونيودلهي، وباريس، وبراغ، وريو دي جانيرو، وروما، وساو باولو، وسيول وشنغهاي وسنغافورة وتايبيه وطوكيو وتورنتو وزيورخ
24 - نيو يورك تايمز (الولايات المتحدة): بغداد، وبكين، وبيروت، وبرلين، والقاهرة، وكراكاس، وداكار، وهونغ كونغ، وإسلام أباد وجاكرتا والقدس، وجوهانسبرغ، وكابول، ولندن، ومكسيكو سيتي، وموسكو، ومومباي، ونيروبي، ونيودلهي، وباريس، وروما، وساو باولو، وشنغهاي، وطوكيو
19 - فاينانشال تايمز (المملكة المتحدة): بكين، وبرلين، وبومباي، وبروكسل، ودبي، وفرانكفورت، وهونغ كونغ، وجاكرتا، والقدس، وموسكو، ومومباي، ونيودلهي، ونيويورك، وباريس، وتايبيه، وطوكيو، وشنغهاي، وسيدني، وواشنطن
17 - واشنطن بوست (الولايات المتحدة): بغداد، وبكين، وبرلين، وبوغوتا، والقاهرة، وإسلام آباد، والقدس، وكابول، ولندن، ومكسيكو سيتي، وموسكو، ونيروبي، ونيودلهي، وباريس، وشانغهاي، وطهران، وطوكيو
15 - الغارديان (المملكة المتحدة): أكرا، وبانكوك، وبكين، وبرلين، وبروكسل، وكابول، وإسلام آباد، والقدس، ولوس أنجلوس، ومدريد، ونيويورك، وباريس، وروما، وطهران، وطوكيو
13- دايلي تيليغراف (المملكة المتحدة): بكين، وبروكسل، والقدس، وكابول، ولوس أنجلوس، وموسكو، ونيروبي، ونيودلهي، ونيويورك، وباريس، وشانغهاي، وسيدني، وواشنطن
13 - لوس أنجلوس تايمز (الولايات المتحدة): بغداد، وبكين، وبيروت، والقاهرة، وإسلام آباد، والقدس، وجوهانسبرغ، وكابول، ولندن، ومكسيكو سيتي، وموسكو، ونيودلهي، وسيول
12 - هندو (الهند): أديس أبابا، وبكين، وكولومبو، ودكا، ودبي، وإسلام آباد، وكاتماندو، ولندن، وموسكو، وباريس، وسنغافورة، وواشنطن
وعندما لا يرتبط المراسل الذي يعمل بالخارج بعقد عمل مع الوكالات الإعلامية، يطلق عليه مراسل صحفي محلي. ونظرًا لأنه لا يحصل على راتب، فإنه عادة ما يقوم بإرسال المواد إلى العديد من الشركات المختلفة في نفس الوقت.
هي مؤسسات خاصة أو حكومية أو تعاونية تعمل في مجال جمع الإخبار والمعلومات وإمداد المؤسسات الإعلامية والغير الإعلامية بها مقابل اجر .
هي وكيل عن المؤسسات الإعلامية والغير إعلامية في جمع الأخبار والمعلومات والتقارير والصور التي تحتاجها وسائل الإعلام الجماهيرية بما يقع من أحداث وإمداده بالمعلومات التي يبنى على أساسها قراراته .
هي إحدى الصناعات المغذية لصناعة الصحافة والإعلام بالتالي فان وكالة الأنباء ليست وسيلة إعلام في حد ذاتها لأنها لا تتوجه إلى جمهور .
هي وسيط تجاري بين الصحفيين الذين يعملون في جمع الأخبار والمعلومات وبين المؤسسات الإعلامية والغير الإعلامية التي تحتاج إلى هذه الأخبار والمعلومات.
مما سبق نستطيع أن نستخلص محددات مفهوم وكالات الأنباء وهي :
علاقتها بوسائل الإعلام – صناعة مغذية -  وكيل أو ممثل .
وظيفتها : جمع المعلومات والأخبار وإمدادها إلى الوسائل الإعلامية المختلفة والغير الإعلامية باجر .
هويتها : مؤسسات اقتصادية تسعى إلى تحقيق الربح (الوكالات الخاصة) خدمة مجموعه من الصحف ووسائل الإعلام (الوكالات التعاونية أو الاتحادية) تحقيق أهداف سياسية أو اديولوجية ودعائية (الوكالات الحكومية).
المفهوم الشامل لوكالات الأنباء : أنها إحدى الصناعات المغذية لوسائل الإعلام تقوم بجمع المعلومات والأخبار والمواد الإعلامية وتوزيعها على الصحف المشتركة فيها وتسعى إما إلى تحقيق الربح أو تحقيق أهداف سياسية واديولوجية .
ما الفرق بين وكالات الأنباء والخدمات الصحفية:
وكالات الأنباء وظيفتها تجميع الأخبار والمعلومات وإمداد وسائل الإعلام بها.
الخدمات الصحفية هي خدمات إخبارية وغير إخبارية تقدمها بعض الصحف الكبرى .
الخدمات الصحفية مشابهه لوكالات الأنباء لكنها لم تستقبل عن الصحف التي أنشأتها .
الخدمات الصحفية تقدم خدماتها للصحف التي أنشأتها والتي تشترك معها.
وكالات الأنباء غير مقصورة على وسائل إعلامية محددة بل إلى جميع الوسائل التي تشترك معها .

## وكالات الأنباء
وكالة الأنباء هي منظمة يؤسسها صحفيون لتزويد مؤسسات الأخبار بالتقارير الإخبارية وهذه المؤسسات تشمل: الصحف، والمجلات، والإذاعات الإخبارية والبث التلفزيوني. وقد يشار إلى هذه الوكالة أيضًا بالإنجليزية بكلمات مثل: wire service، أو newswire أو news service. ويتضمن الجزء الأكبر من خدمات وكالات الأنباء الأخبار الأجنبية.
وبشكل عام، تعد وكالات الأنباء الأخبار ومقالات الرأي التي يمكن أن تستخدمها المؤسسات الصحفية الأخرى بقليل من التعديل أو بلا أي تعديل، ثم بيعها إلى غيرها من المؤسسات الإخبارية. فهي توفر هذه المواد بكميات كبيرة إلكترونيًا من خلال وكالات الأنباء (حيث كانوا يستخدمون البرقيات، أما اليوم، فهم يستخدمون الإنترنت في كثير من الأحيان). وقد يشترك في خدماتها الشركات والأفراد والمحللون والوكالات الاستخبارية.

## كتابات أخرى
- Clausen, L. (2003) Global news production. Copenhagen Business School Press DK
- Desmond, R.W. (1972) The press and world affairs. Arno Press
- Friedland, L.A. (1992) Covering the world: international television news services: essay. Twentieth Century Fund.
- Ginneken, J. (1998) Understanding global <a href="news:">news: a critical introduction. SAGE
- Hachten, W.A.; Scotton, J.F. (2002) The world news prism: global media in an era of terrorism. Iowa State Press
- Malek, A.; Kavoori, A.P. (2000) The global dynamics of <a href="news:">news: studies in international news coverage and news agenda. Greenwood
- Paterson, C.; Sreberny, A., ed. (2004) International news in the 21st century. John Libbey Pub. for University of Luton Press
- Richstad, J.; Anderson, M.H. (1981) Crisis in international <a href="news:">news: policies and prospects. Columbia University Press
- Stanton, R. (2007) All news is local: the failure of the media to reflect world events in a globalized age. McFarland &amp; Co.
- Stevenson, R.L.; Shaw, D.L. (1984) Foreign news and the new world information order. Iowa State University Press
- Wallis, R.; Baran, S.J. (1990) The known world of broadcast <a href="news:">news: international news and the electronic media. Routledge